# Olfa Youssef
Olfa Youssef (Susa, 1966) es una profesora universitaria y escritora tunecina especializada en lingüística del árabe, psicoanálisis y estudios islámicos aplicados. Sus publicaciones tratan temas relacionados con el islam, el Corán, el lugar de las mujeres en el islam, las libertades religiosas y el diálogo interreligioso.

## Biografía
Olfa Youssef nació en 1964 en la ciudad costera de Susa donde realizó su educación primaria y secundaria. Después estudió en la Escuela Normal Superior de Túnez donde se licenció en Letras. Al tener matrícula de honor en la mayoría de sus estudios, fue galardonada por el presidente Habib Burguiba en 1987. Defendió su doctorado sobre lengua y literatura árabe en 2002 tratando la polisemia en el Corán.
Youssef ha trabajado como profesora de la Facultad de Artes y Humanidades de la Universidad de La Manouba y ha sido la directora de la Biblioteca Nacional de Túnez entre 2009 y 2011.

## Trabajo académico
En 2003, Youssef publicó su estudio doctoral Polisemia en el Corán, en el cual adopta una aproximación lingüística en su análisis del texto coránico para llegar a la conclusión postestructuralista de que el significado es inevitablemente múltiple. Youssef defiende que a pesar de que ciertos dogmas siempre se han dado por sentados, no hay ninguna prueba en el Corán que los haga reglas incuestionables.
Tales ideas están expresadas, por ejemplo, en su libro La confusión de una mujer musulmana: sobre la herencia, el matrimonio y la homosexualidad (2008). Después de leerlo, los conservadores concluyeron que Youssef insinuaba que la homosexualidad no es ilícita en el islam, que una mujer no tiene por qué heredar de sus padres sólo la mitad de lo que recibe su hermano y que un hombre no necesariamente tiene el derecho de ser polígamo. El libro la llevó a tener distintas controversias e incluso demandas judiciales.

### Publicaciones destacadas
- La femme dans le Coran et la Sunna, 1997. (en árabe)
- Démunies de raison et de religion, 2003. (en árabe)
- La multiplicité des sens dans le Coran, 2003. (en árabe)
- Le Coran au risque de la psychanalyse, 2007. (en francés)
- Désarroi d'une musulmane, 2010. (en árabe)
- Désir des dimensions spirtuelles et psychiques des piliers de l'islam 2012. (en francés)
- Sept controverses en Islam : parlons-en, 2016. (en francés)
- Le féminin, la mort et le silence, 2017. (en francés)
- The Perplexity of a Muslim Woman: Over Inheritance, Marriage, and Homosexuality, 2017. (en inglés)
- Doux propos : lecture très personnelles des injures sur Facebook (2011-2017), 2018. (en árabe)